# Józef Kratko
Józef Kratko właśc. Josif Kratko (ur. 3 września?/16 września 1914 w Pińsku, zm. 29 marca 2004) – oficer ludowego Wojska Polskiego, pułkownik Ministerstwa Bezpieczeństwa Publicznego.

## Życiorys
Pochodził z wielodzietnej żydowskiej rodziny Azriela (Antoniego) i Rossy (Rozalii) Bajli z domu Szkolnik. Miał piątkę rodzeństwa, jego brat Załman (Zygmunt) również był działaczem komunistycznym. W 1933 zdał egzamin maturalny w Państwowym Gimnazjum im. Stefana Czarnieckiego w Chełmie, następnie rozpoczął naukę w Państwowym Konserwatorium Muzycznym w Warszawie w klasie skrzypiec. 
Już podczas nauki w gimnazjum związał się z organizacjami komunistycznymi. Został działaczem Rewolucyjnego Związku Niezamożnej Młodzieży Szkolnej, od 1931 działał w Komunistycznym Związku Młodzieży Zachodniej Ukrainy. Po przyjeździe do Warszawy wstąpił do Komunistycznego Związku Młodzieży Polskiej, od 1935 był członkiem Komunistycznej Partii Polski. Na początku swej partyjnej kariery został aresztowany i skazany na rok więzienia. Kolejne aresztowanie z powodu działalności partyjnej miało miejsce w 1936, po śledztwie trwającym do marca 1936 został skazany na dwa lata więzienia. Pobyt w areszcie śledczym został mu zaliczony na poczet kary, więc wiosną 1939 wyszedł na wolność. Po wybuchu II wojny światowej walczył w obronie stolicy w I Warszawskim Batalionie Obrony Narodowej, tuż przed kapitulacją został ranny. 
Przedostał się do Lwowa, gdzie próbował kontynuować studia muzyczne. Następnie przeniósł się z żoną do Anapy, gdzie znalazł zatrudnienie w warsztatach lotniczych i wstąpił do Komsomołu. Po ataku Niemiec na ZSRR we wrześniu 1941 został skierowany do powstających Polskich Sił Zbrojnych w ZSRR i otrzymał przydział do 5 Dywizji Piechoty. 
Podczas dyslokacji jednostki w styczniu 1942 do Kirgizji zdezerterował i pozostał w ZSRR. W maju 1943 dostał się do Sielc i wstąpił do armii Berlinga. Został skierowany na podoficerski kurs polityczno-wychowawczy, po jego ukończeniu otrzymał awans na stopień podporucznika i objął stanowisko zastępcy dowódcy ds. polityczno-wychowawczych w 1. pułku czołgów 1 Dywizji Piechoty im. Tadeusza Kościuszki. W czerwcu 1943 wziął udział w pierwszym Zjeździe Związku Patriotów Polskich. Jako porucznik brał udział w bitwie pod Lenino. 
W październiku 1943 został przydzielony do Polskiego Samodzielnego Batalionu Specjalnego, od 1944 wszedł w skład jego dowództwa. W maju 1944 został przeniesiony do Polskiego Sztabu Partyzanckiego i wszedł w skład Zgrupowania „Jeszcze Polska nie zginęła”. Do 20 maja 1944 był zastępcą dowódcy ds. polityczno-wychowawczych Polskiego Samodzielnego Batalionu Specjalnego. W lipcu dostał do Lublina, gdzie wszedł w skład grupy operacyjnej organizującej struktury władzy komunistycznej. Od sierpnia pełnił funkcję dowódcy tzw. Warszawskiej Grupy Operacyjnej organizującej struktury Milicji Obywatelskiej w Warszawie. Otrzymał awans na kapitana i wstąpił do Polskiej Partii Robotniczej.
15 sierpnia 1944 wyznaczony został na stanowisko zastępcy komendanta Milicji Obywatelskiej miasta stołecznego Warszawy do spraw polityczno-wychowawczych. Następnie był szefem InspektoratuKomendy Głównej MO (1944–1945), komendantem wojewódzkim MO w Katowicach (1945–1946), szefem Wojewódzkiego Urzędu Bezpieczeństwa Publicznego w Katowicach (1946–1947), dyrektorem Departamentu IV MBP (ochrona gospodarki) (1947–1953), dyrektorem Departamentu Szkolenia MBP (1953–1954), wicedyrektorem i p.o. dyrektora Departamentu VII Komitetu do spraw Bezpieczeństwa Publicznego (śledczy) (1955–1956) . Dał się poznać jako bezwzględny funkcjonariusz resortu bezpieczeństwa. Wszelkie przerwy w pracy, nawet wynikające z problemów technicznych, klasyfikował jako sabotaż i dywersję. Od podległych mu pracowników wymagał również takiego postrzegania rozpatrywanych spraw, co skutkowało aresztowaniami niewinnych osób.
W maju 1956 został oddelegowany do Międzynarodowej Komisji dla Nadzoru i Kontroli w Indochinach, gdzie zajmował stanowisko doradcy ds. wojskowych. Na początku 1957 powrócił do Polski i został oddany do dyspozycji Departamentu Kadr i Szkolenia MSW. 30 kwietnia 1957 został zwolniony ze służby w organach bezpieczeństwa PRL, jako jeden z odpowiedzialnych za „błędy i wypaczenia”. W listopadzie został zatrudniony w Ministerstwie Spraw Zagranicznych i w grudniu został skierowany na placówkę dyplomatyczną w Hanoi. W 1960 powrócił z Wietnamu i do 1962 pracował jako starszy radca w MSZ.
Powrócił do przerwanych studiów muzycznych i w 1963 uzyskał dyplom Państwowej Szkoły Muzycznej I st. nr 4 im. Karola Kurpińskiego. Następnie pracował jako nauczyciel muzyki w warszawskich szkołach. W 1968 został oskarżony o utrzymywanie kontaktów z osobami prezentującymi postawy proizraelskie, jego córka brała udział w wystąpieniach studenckich. Został oskarżony o udział w wywoływaniu zajść marcowych, jego sytuacja stała się trudna również z tego powodu iż negował zasadność interwencji wojsk Układu Warszawskiego w Czechosłowacji. Pod taką presją zdecydował się w 1969 na wyjazd z Polski oraz zrzeczenie się polskiego obywatelstwa.
Decyzją gen. Wojciech Jaruzelskiego z marca 1971 został zdegradowany do stopnia szeregowca i wpisany do tzw. indeksu osób niepożądanych w PRL.
Był członkiem Komunistycznej Partii Polski, Polskiej Partii Robotniczej i Polskiej Zjednoczonej Partii Robotniczej. 
Po śmierci został pochowany na Cmentarzu Leśnym (Minnesland) w Sztokholmie.

## Awanse
- 1943 – podporucznik,
- 1943 – porucznik,
- 1944 – kapitan,
- 1944 – major,
- 1946 – podpułkownik,
- 1946 – pułkownik,
- 1971 – szeregowiec (degradacja).

## Ordery i odznaczenia
- Order Sztandaru Pracy II klasy (1954)
- Order Krzyża Grunwaldu III klasy
- Krzyż Oficerski Orderu Odrodzenia Polski (10 października 1945)[12]
- Złoty Krzyż Zasługi (dwukrotnie: 18 stycznia 1946[13], 18 września 1946[14])
- Krzyż Partyzancki (1946)
- Medal 10-lecia Polski Ludowej (1955)
- Odznaka „10 Lat w Służbie Narodu” (1954)
- Krzyż Wojenny Czechosłowacki 1939 (Czechosłowacja)
- Medal „Za Odwagę” (ZSRR) (1943)

## Życie prywatne
Poślubił Helenę z domu Bartoszewską, która w 1943 zginęła podczas skoku spadochronowego. W 1945 ożenił się z Eufrozyną z domu Magiera, z którą miał dwie córki. Małżeństwo zakończyło się rozwodem w 1959. W latach 60. XX w. poślubił Krystynę Bożenę z domu Bażańską, z którą miał córkę